# Litteraturåret 1934

## Pristagare

### Priser och utmärkelser
- Nobelpriset – Luigi Pirandello, Italien[1]
- De Nios Stora Pris – Hjalmar Söderberg
- Gustaf Frödings stipendium – Jarl Hemmer

## Nya böcker

### A – G
- La comédie de Charleroi av Pierre Drieu la Rochelle
- Dagar i Burma av George Orwell
- Den knutna näven av Pär Lagerkvist
- Dedikation av Gunnar Ekelöf
- Fanfar med fem trumpeter av Erik Asklund
- Floderna flyter mot havet av Artur Lundkvist
- Fria män (del 1) av Halldór Laxness
- Gubben kommer av Gösta Gustaf-Janson

### H – N
- Kris av Karin Boye
- Meli av Selma Lagerlöf
- Mordet på Orientexpressen av Agatha Christie
- Natur av Harry Martinson
- Nu var det 1914 av Eyvind Johnson [2].

### O – U
- Sallys söner av Moa Martinson
- Sessalätts äventyr av Elsa Beskow [3]

### V – Ö
- Än en gång, kapten! av Eyvind Johnson

## Födda
- 6 januari – John Wieners, nordamerikansk poet.
- 3 februari – Petter Bergman, svensk poet, översättare och litteraturkritiker.
- 20 februari – Bertil Cavallin, svensk författare och översättare.
- 21 februari – Benkt-Erik Hedin, svensk författare och översättare.
- 24 februari – Madeleine Pyk, svensk konstnär och författare.
- 2 mars – Hans Erik Engqvist, svensk författare.
- 15 mars – Minoru Takeyama, japansk arkitekt och författare.
- 12 april – Anselm Hollo, finländsk och amerikansk poet och översättare.
- 13 juli – Wole Soyinka, nigeriansk författare, nobelpristagare 1986.
- 21 juli – Nicke Sjödin, svensk författare.
- 14 augusti – Staffan Beckman, svensk författare och journalist.
- 16 augusti – Diana Wynne Jones, brittisk författare.
- 18 augusti – Carin Mannheimer, svensk regissör, manusförfattare och författare.
- 21 september – Leonard Cohen, kanadensisk musiker och författare.
- 22 september – Nils-Åke Hasselmark, svensk författare.
- 23 september – P.O. Enquist, svensk författare, regissör och dramatiker.
- 9 november – Carl Sagan, amerikansk astronom och författare.
- 15 november – Ted Berrigan, amerikansk poet.
- 21 november – Carl-Henning Wijkmark, svensk författare, översättare och litteraturkritiker.
- 3 december – Zvonimir Popovic, svensk författare, översättare och journalist.

## Avlidna
- 2 oktober – Einar Fröberg, 58, svensk skådespelare, regissör, manusförfattare och författare.

### Fotnoter
1. ↑  ”Nobelpriset i litteratur”. https://www.nobelprize.org/prizes/lists/all-nobel-prizes-in-literature/. Läst 20 mars 2011.
2. ↑  Sverige 1900-talet – Arbetets ansikten i litteraturen, NE, Bra Böcker, 2000
3. ↑  ”Elsa Beskows boktitlar”. Arkiverad från originalet den 14 december 2012. https://web.archive.org/web/20121214172009/http://kampanj.bonniercarlsen.se/beskow/titlar1.htm. Läst 12 april 2011.